# East of the Sun, West of the Moon Tour
East of the sun, West of the Moon Tour fue la tercera gira de A-ha. Se realizó durante 1991 y es segunda gira más exitosa de a-ha, después del Lifelines World Tour (2002). Sólo la manga sudamericana de la gira, que a veces se la llama Walk Under the Sun, Dance Under the Moon Tour (tomándola como una gira independiente), tuvo una audiencia de más de 3 millones de espectadores.

## Fechas
Todos los conciertos de la manga de América del Sur.
| Año                         | Fecha                                   | Centro                   | Lugar |
| --------------------------- | --------------------------------------- | ------------------------ | ----- |
| 1991                        |                                         |                          |       |
| América del Sur (2.ª manga) |                                         |                          |       |
| 17 de mayo                  | Estadio Mane Garrincha                  | Brasilia, Brasil         |       |
| 18 de mayo                  | Estadio Olímpico de Goiânia             | Goiânia, Brasil          |       |
| 19 de mayo                  | Estadio Municipal Parque do Sabia       | Uberlândia, Brasil       |       |
| 21 de mayo                  | Minheirinho                             | Belo Horizonte, Brasil   |       |
| 24 de mayo                  | Estadio Palma Travassos Commercial F.C. | Ribeirão Preto, Brasil   |       |
| 25 de mayo                  | Ginasio do Ibirapuera                   | São Paulo, Brasil        |       |
| 26 de mayo                  | Ginasio do Ibirapuera                   | São Paulo, Brasil        |       |
| 27 de mayo                  | Estadio Guarani                         | Campinas, Brasil         |       |
| 29 de mayo                  | Ginasio do Ibirapuera                   | São Paulo, Brasil        |       |
| 31 de mayo                  | Ginasio Paulo Sarazarte                 | Fortaleza, Brasil        |       |
| 2 de junio                  | Ginasio Geraldao                        | Recife, Brasil           |       |
| 4 de junio                  | Augustu's                               | Aracaju, Brasil          |       |
| 5 de junio                  | Centro de Convencoes de Bahia           | Salvador, Bahia, Brasil  |       |
| 7 de junio                  | Gigantinho                              | Porto Alegre, Brasil     |       |
| 9 de junio                  | Luna Park                               | Buenos Aires, Argentina  |       |
| 10 de junio                 | Luna Park                               | Buenos Aires, Argentina  |       |
| 13 de junio                 | Estadio Chile                           | Santiago de Chile, Chile |       |
| 14 de junio                 | Estadio Chile                           | Santiago de Chile, Chile |       |
| 15 de junio                 | Estadio Chile                           | Santiago de Chile, Chile |       |
| 16 de junio                 | Estadio Obras Sanitarias                | Buenos Aires, Argentina  |       |

## Personal
Personal para las giras entre 1991 y 1004.
- Morten harket: voz.
- Magne Furuholmen: teclados y voz.
- Pål Waaktaar: guitarra y voz.
- Jørun Bøgeberg: bajo.
- Per Hillestad: batería.
- Sigurd Køhn: saxofón.
- Øyvind Madsen: bajo (gira en África).

## El vídeo
En 1993 Warner Music Vision lanzó el primer vídeo en directo de a-ha, Live in South America, dirigido y producido por Lauren Savoy.
La cinta contenía un total de 10 actuaciones en diferentes lugares de Sudamérica y varios "backstage".
Sólo fue lanzado en VHS y, hasta la fecha, no se ha comercializado en DVD.